# Hamer (Idaho)
Hamer és una població dels Estats Units a l'estat d'Idaho. Segons el cens del 2000 tenia 12 habitants.

## Demografia
Segons el cens del 2000, Hamer tenia 12 habitants, 4 habitatges, i 4 famílies. La densitat de població era de 23,2 habitants/km².
Per edats la població es repartia de la següent manera: un 16,7% tenia menys de 18 anys, un 25% entre 18 i 24, un 25% entre 25 i 44, un 8,3% de 45 a 60 i un 25% 65 anys o més.
L'edat mediana era de 28 anys. Per cada 100 dones de 18 o més anys hi havia 150 homes.
La renda mediana per habitatge era de 24.167 $ i la renda mediana per família de 24.167 $. Els homes tenien una renda mediana de 23.750 $ mentre que les dones 11.250 $. La renda per capita de la població era de 13.280 $. Cap de les famílies estaven per davall del llindar de pobresa.

## Poblacions més properes
El següent diagrama mostra les poblacions més properes.